# Arthur Nebe

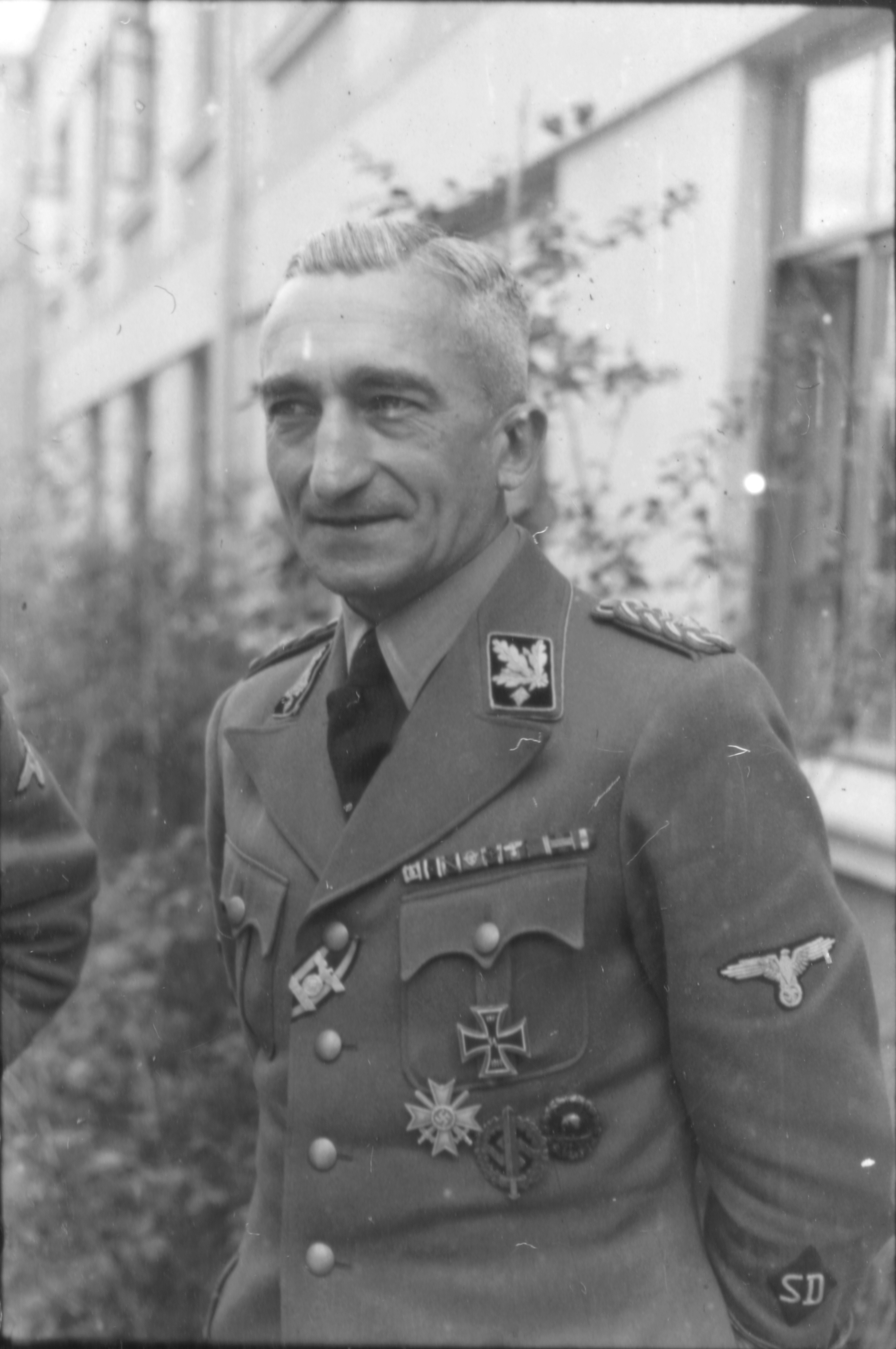
Arthur Nebe als SS-Gruppenführer (1942), Aufnahme von Kurt Alber, SS-Propagandakompanie

Arthur Nebe (* 13. November 1894 in Berlin; † 3. März 1945 in Berlin-Plötzensee) war ein deutscher Polizeibeamter. Er war von 1937 bis 1944 Reichskriminaldirektor. Damit war er Chef des Reichskriminalpolizeiamtes (RKPA), des Amtes V des Reichssicherheitshauptamtes (RSHA), zunächst im Rang eines SS-Sturmbannführers, seit 1941 als SS-Gruppenführer. Schon unter Weimarer Bedingungen trat der Alte Kämpfer Nebe unter Verletzung seiner Dienstpflichten für die NSDAP auf.
Im nationalsozialistischen Deutschland machte er als Kriminalbeamter Karriere. Er war führend an den Massenverbrechen der Einsatzgruppe B an Juden, Roma, Kommunisten und anderen sowjetischen Bevölkerungsgruppen beteiligt, erprobte die Massentötung durch Giftgas, beschaffte das Giftgas für die Tötung von Behinderten, z. B. bei der Aktion T4, verfolgte den Hitlerattentäter Georg Elser, verantwortete die Deportation und Vernichtung von Sinti und Roma und Menschenversuche an KZ-Häftlingen. Undurchsichtig ist sein Verhältnis zum Verschwörerkreis des 20. Juli 1944, zu dem er Kontakte hatte, die jedoch ohne Belang für den Putschversuch waren. Dennoch wurde Nebe vom Volksgerichtshof zum Tode verurteilt und hingerichtet. Neuer Reichskriminaldirektor war zu diesem Zeitpunkt bereits SS-Oberführer Friedrich Panzinger, der das Amt seit dem 15. August 1944 bis Kriegsende innehatte.
Lange war das von dem Zeitzeugen Hans Bernd Gisevius und anderen seit 1946 entworfene Bild eines „Widerstandskämpfers“ bestimmend. Die jüngere historische Forschung hat es in Aufarbeitung des Stands der Zeitgeschichte der 1950er bis 1980er Jahre grundlegend revidiert. Sie betont seit den 1990er Jahren die aktive Beteiligung des „strammen Nationalsozialisten“ an den NS-Massenverbrechen und seine daraus resultierende Mitschuld; gleichzeitig wird Nebe nicht mehr dem militärischen Widerstand zugerechnet.

## Leben
Der Sohn eines Volksschullehrers machte 1914 das Notabitur am Leibniz-Gymnasium in Berlin, nachdem er zuvor am Gymnasium zum Grauen Kloster durchs Abitur gefallen war, und meldete sich im Anschluss als Freiwilliger zum Kriegsdienst.
Während des Ersten Weltkrieges kämpfte er beim Pionier-Bataillon 17, wurde zweimal verwundet und am 30. März 1920 als Oberleutnant a. D. entlassen.
1918/19 gehörte er zum Freikorps Grenzschutz Ost. Er versuchte erfolglos, bei der Glühlampenfabrik Osram und der Freiwilligen Feuerwehr Berlin eine Stelle zu bekommen. Am 1. April 1920 wurde er Kriminalkommissar-Anwärter bei der Polizeiverwaltung Berlin und studierte zudem einige Semester Medizin und Volkswirtschaft. In den Jahren 1920 bis 1923 organisierte er die „Deutschnationale Jugendgruppe Prenzlauer Berg“.
Er war seit 1924 mit Elise Schaeffer verheiratet und hatte eine Tochter, Gisela, die 1926 geboren wurde.

### Karriere in der Kriminalpolizei und SS

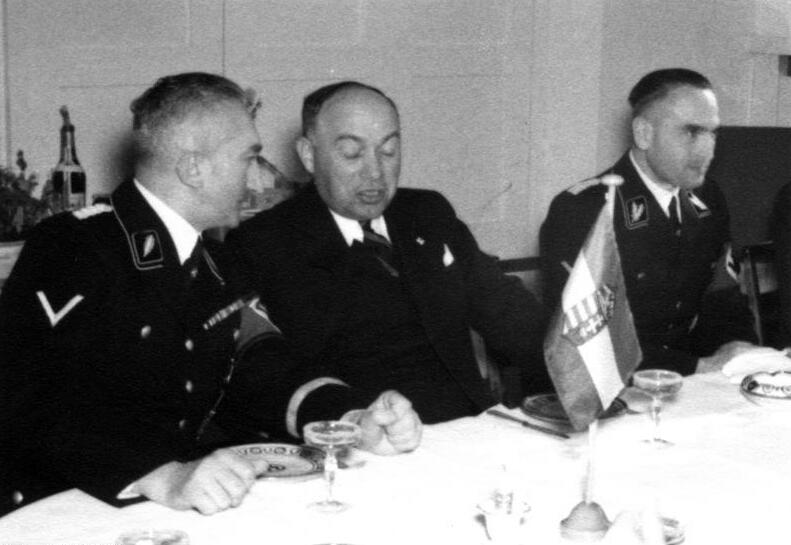
Besuch der ungarischen Polizeiabordnung im Februar 1939, von links nach rechts: SS-Standartenführer Arthur Nebe, Boor und SS-Oberführer Werner Best (Foto aus der Sammlung Adolf von Bomhard)

Nebe bildete – nach eigener Aussage – zusammen mit anderen Polizeibeamten eine völkische Gruppe, die sich mit der Propaganda gegen Juden und Freimaurer innerhalb der Polizeibeamtenschaft befasste. Zudem wurde er Verbindungsmann der NSDAP zur Kriminalpolizei Berlin.
Zum 1. Juli 1931 trat Nebe der NSDAP (Mitgliedsnummer 574.307) und der SA bei. Der frühe Parteibeitritt begründete den Ehrentitel „Alter Kämpfer“. Außerdem wurde er zunächst förderndes Mitglied der SS.
Im Frühjahr 1932 gründete er zusammen mit anderen höheren Kriminalbeamten die Fachschaft Kriminalpolizei innerhalb der NS-Beamtenarbeitsgemeinschaft. Dienstinterna des Polizeipräsidiums Berlin gab er entgegen den Vorschriften weiter an den NSDAP-Abgeordneten im Preußischen Landtag Kurt Daluege.
Nach der Machtergreifung der Nationalsozialisten am 30. Januar 1933 rekrutierte Hermann Göring den am 1. April 1933 zum Kriminalrat aufgestiegenen Nebe zunächst für die Gestapo. Er wurde als Dezernent der Abteilung III (Bewegungsabteilung) eingesetzt. Zu seinen Untergebenen gehörten unter anderem der Leiter des Außendienstes III A Erich Lipik und der Leiter des Bereiches III B 2 Bruno Sattler, verantwortlich für SPD, SAP, Reichsbanner, Gewerkschaften sowie Sonderaufträge. Als am 1. Februar 1934 die Ermordung des Gestapo V-Mannes Alfred Kattner bekannt wurde, gab Nebe umgehend an Sattler den Befehl, als Vergeltung die inhaftierten KPD-Funktionäre John Schehr, Eugen Schönhaar, Rudolf Schwarz und Erich Steinfurth zu erschießen. Das erfolgte dann in der Nacht vom 1. zum 2. Februar 1934 an der Landstraße zwischen Wannsee und Potsdam in Höhe des Schäferberges „auf der Flucht“. Ursprünglich hatte Adolf Hitler in einem Wutausbruch über „diese ungeheuerliche Provokation“ von Rudolf Diels 1.000 Sühneopfer gefordert.
In die Vorbereitung der „Nacht der langen Messer“ zur Ermordung der SA-Führung und weiterer dem NS-Regime missliebiger Personen, am 30. Juli 1934 – von der nationalsozialistischen Propaganda als Röhm-Putsch bezeichnet – wurde Arthur Nebe (nach Erinnerung von Hans Bernd Gisevius) zu Görings Leibwächter bestellt und organisierte den Polizeischutz für die unter diesem Vorwand verübten Verbrechen. Gisevius behauptete in seiner Vernehmung während der Nürnberger Prozesse außerdem, Nebe habe von Göring den Auftrag zur Ermordung Gregor Strassers erhalten, wobei ein Auto- oder Jagdunfall vorgetäuscht werden sollte.
Mit Datum vom 1. Januar 1935 wurde Nebe mit der Leitung des preußischen Landeskriminalamtes (LKPA) beauftragt. Am 2. Dezember 1936 wechselte er mit dem Dienstgrad Sturmbannführer von der SA zur SS (SS-Nummer 280.152) unter gleichzeitiger Ernennung zum „SS-Führer im SD-Hauptamt“. Im Juli 1937 wurde Nebe zusätzlich Leiter des späteren Amtes V des Reichssicherheitshauptamtes, das kriminalpolizeiliche Aufgaben im Reich wahrnahm; er blieb Chef der deutschen Kriminalpolizei.

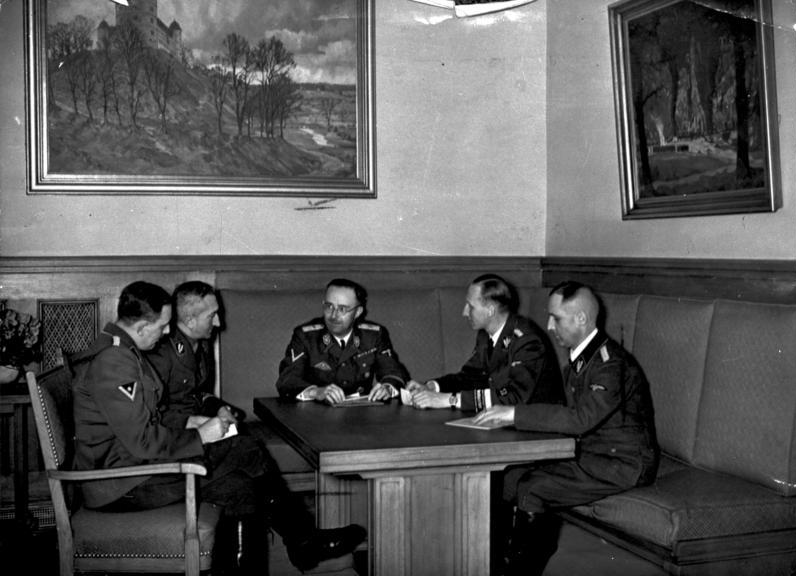
Besprechung der Ermittlungsergebnisse über den Bombenanschlag im Bürgerbräukeller in München am 8. November 1939 durch Georg Elser, von links nach rechts: SS-Obersturmbannführer Franz Josef Huber, SS-Oberführer Arthur Nebe, Reichsführer SS Heinrich Himmler, SS-Gruppenführer Reinhard Heydrich und SS-Oberführer Heinrich Müller

Nach dem Attentat auf Hitler im Bürgerbräukeller am 8. November 1939 wurde von Himmler die Sonderkommission „Bürgerbräuattentat“, mit Sitz in der Stapo-Leitstelle München am Wittelsbacherplatz, eingesetzt. Diese leitete unter Nebe die Ermittlungen. Als Hitler am 11. November 1939 den Ort des Attentats besichtigte, ließ er sich von Nebe persönlich „eingehenden Bericht erstatten“. Die Ermittlungen führten zur Identifizierung von Georg Elser als Attentäter. Nach der Aussage Adolf Würths beauftragte Nebe den Rassenhygieniker Robert Ritter, Leiter der Rassenhygienischen Forschungsstelle am Reichsgesundheitsamt, mit der Untersuchung der Frage, ob Elser „Zigeuner“ wäre. Würth und seine Mitarbeiterin, die Rassenforscherin Eva Justin, kamen dabei zu einem negativen Ergebnis.
Von 1938 bis 1944 war Nebe zudem Direktor der Internationalen kriminalpolizeilichen Kommission (IKPK, heute Interpol) und von 1942 bis 1943 mit der Wahrnehmung der Geschäfte des Präsidenten der IKPK beauftragt.
Ferner war Nebe zusammen mit Gottlob Berger, dem Chef des SS-Hauptamtes, für die Rehabilitierung von Wilddieben der SS-Sondereinheit Dirlewanger zuständig.

### Kontakte zum militärischen Widerstand
Als 1938 gegen den Chef der Heeresleitung, Werner von Fritsch, wegen vermeintlicher Homosexualität Anklage erhoben wurde mit dem Ziel, ihn unter diesem konstruierten Vorwand aus der obersten Militärführung zu entfernen, konnte Arthur Nebe mit den tatsächlichen Informationen Unterstützung geben. In dem anschließenden Prozess wurde von Fritsch am 18. März 1938 wegen erwiesener Unschuld von den Anschuldigungen freigesprochen und im Anschluss wieder rehabilitiert. Trotz der erfolgten Rehabilitierung erhielt Fritsch seinen Posten dennoch nicht zurück, da ihn die NS-Spitze in Vorbereitung des Weltkriegs gezielt entfernen wollte. Nebe hatte zur Entlastung des Beschuldigten Beweise beschafft und stand im Kontakt mit dem für den Prozess gegen von Fritsch zuständigen Richter am Reichskriegsgericht, Karl Sack. Dieser wurde später im Kontext des Putschversuchs vom 20. Juli 1944 ebenfalls hingerichtet. Nebe teilte Sack sein Wissen im erforderlichen Umfang mit, wollte sich aber „gleich wieder zurückziehen“, denn „mit den Folgeerscheinungen seiner Ermittlungen“ wollte Nebe „nicht konfrontiert werden.“ Von einem ärztlichen Duzfreund ließ er sich krankschreiben, um im Prozess nicht aussagen zu müssen.
Im Vorfeld der Massenmorde an der sowjetischen Bevölkerung setzten sich 1941 – nach Beginn des Kriegs gegen die Sowjetunion – Henning von Tresckow, Fabian von Schlabrendorff, Hans Bernd Gisevius und Nebe zusammen, um über den Einsatz von SS-Brigaden in den Gebieten hinter der Front zu beraten. In der von von Schlabrendorff und Gisevius vorgelegten Memoirenliteratur wird jedoch das Thema dieser Kooperation unterschlagen. Beide stellen das Treffen als eine Art informelle Widerstandsgruppe dar.
Beide Vorgänge belegen Kontakte zu späteren Akteuren des Putschversuchs vom 20. Juli 1944, lassen sich aber nicht als eine wie auch immer geartete Widerstandshandlung gegen das NS-Regime deuten.

### Beteiligung an der Massentötung durch Giftgas in Gaswagen bzw. Gaskammern
Viktor Brack von der Kanzlei des Führers beauftragte Nebe in der Planungsphase der Aktion T4 mit der Entwicklung einer Methode zur Massentötung durch Giftgas. Nebe gab den Auftrag an Albert Widmann, einen Angehörigen des Nebe unterstellten Kriminaltechnischen Instituts der Sicherheitspolizei (KTI), weiter.
Widmann fragte Nebe bei seiner Beauftragung, ob Menschen oder Tiere getötet werden sollten, worauf Nebe antwortete, dass es weder Menschen noch Tiere, sondern „Tiere in Menschengestalt“ sein würden. Nebe sicherte zu, dass Widmann keine Verantwortung tragen würde. Es folgte eine Besprechung in der Kanzlei des Führers, bei der Brack, Hans Hefelmann, Richard von Hegener sowie Nebe und Widmann anwesend waren.
Nachdem Heinrich Himmler am 15. August 1941 an einer Massenexekution in Minsk teilgenommen hatte, die Nebe – zu dieser Zeit Kommandeur der SS-Einsatzgruppe B – auf dessen Bitte organisiert hatte, verlangte er von Nebe die Suche nach geeigneteren Mordmethoden. Nebe forderte daraufhin über seinen Berliner Stellvertreter Paul Werner den Sprengstoffexperten Helmut Hoffmann und – wie bereits weiter oben geschildert – Albert Widmann, der zuvor im Tierversuch die Tötung mit Giftgas erprobt und 1940 eine „Probevergasung“ im Zuchthaus Brandenburg begleitet hatte, an. Wohl Mitte September 1941 trafen die beiden bei Nebe ein, der ihnen sein Vorhaben mitteilte, eine Gruppe sowjetischer Geisteskranker in einem Bunker in die Luft sprengen zu lassen. In einem Wald in der Nähe von Minsk wurden 25 Insassen einer Minsker Anstalt in einen Holzunterstand, an dem zuvor Sprengladungen angebracht worden waren, gesperrt. Nachdem etwa die Hälfte der Opfer die erste Sprengung überlebt hatte, wurde eine zweite mit diesmal mehr Sprengstoff durchgeführt. Nebe verwarf daraufhin diese Art der Tötung als unvorteilhaft und überlegte geeignetere Methoden für die Durchführung der Massenmorde. Die Gruppe fuhr weiter nach Mogilew, wo man den Laborraum einer Heilanstalt durch das Zumauern der Fenster sowie die vollständige Abdichtung zu einer provisorischen Gaskammer umbauen ließ. Nachdem einige Anstaltsinsassen in den Raum gesperrt worden waren, wurden Abgase eines Pkw eingeleitet. Als dies zunächst nicht die gewünschte Wirkung zeigte, wurden auf Anordnung Nebes über einen Schlauch zusätzlich Abgase eines Lkw der Ordnungspolizei eingeleitet. Als man sicher war, dass die Opfer tot waren, wurden die Motoren wieder abgestellt. Die Gruppe, zu der zwischenzeitlich auch Karl Schulz und Hans Battista gehörten, kam nunmehr zu dem Schluss, dass die Tötung durch Abgase einer anderweitigen Tötungsmethode vorzuziehen sei. Nach Aussage Widmanns bei der Staatsanwaltschaft Düsseldorf nach Ende des Krieges schloss Nebe den zweiten Schlauch selbst an.

### Kommandeur der SS-Einsatzgruppe B
Als Nebe vorübergehend eine SS-Einsatzgruppe führen sollte, wollte er angeblich seine Position als Chef des Reichskriminalpolizeiamtes aufgeben, um ggf. so die neue Aufgabe nicht ausführen zu müssen. Nach den späteren Angaben des Nebe-Freunds und Zeitzeugen Hans Bernd Gisevius hätte Generaloberst Ludwig Beck ihn jedoch gebeten, die Einsatzgruppe dennoch zu führen und weiterhin Chef des Reichskriminalamts zu bleiben, damit er auch weiterhin Informationen aus der SS-Führung an den Widerstand liefern könne. Auch Henning von Tresckow, damals im Stab der Heeresgruppe Mitte tätig, in deren Bereich die Einsatzgruppe B eingesetzt werden sollte, ließ seine Verbindungen spielen, um Nebe zum Chef der Einsatzgruppe B zu machen. Rudolf-Christoph von Gersdorff, damals ebenfalls im Stab der Heeresgruppe Mitte verwendet, schrieb, dass Tresckow sich „umgehend mit allen möglichen Stellen in Verbindung [setzte], um zu erreichen, daß der Direktor des Reichskriminalamts und SS-Oberführer Artur Nebe mit der Führung der Einsatzgruppe B betraut wurde. Tresckow wußte, daß Nebe ein entschlossener Gegner des nationalsozialistischen Regimes, ein international bekannter Kriminalist und anständiger Mann war. Er war damals sehr froh, daß seine Bemühungen Erfolg hatten.“
Nebe leitete ab Juni 1941, während der ersten Monate des Krieges gegen die Sowjetunion, die Einsatzgruppe B, die unter Nebes Leitung aus rasse- und allgemeinpolitischen Motiven „in der Sowjetunion von Juni bis November 1941 mehr als 45.000 Menschen“ ermordete. Dabei handelte es sich in der Hauptsache um Angehörige der jüdischen Minderheit, aber auch um Roma, um angebliche oder tatsächliche Kommunisten und Partisanen sowie um geistig behinderte Menschen. Am 22. Juli 1941 meldete Nebe: „In Minsk gibt es keine jüdische Intelligenz mehr“.
Der im Widerstand gegen Hitler stehende Fabian von Schlabrendorff war ebenfalls im Generalstab der Heeresgruppe Mitte, in deren rückwärtigem Bereich die Einsatzgruppe B eingesetzt war. Schlabrendorff schrieb: „Als die Heeresgruppe Mitte in Smolensk vor Moskau festlag, war unser Blick auch auf unser Hinterland gelenkt. Es war gelungen, den SS-Terror auf ein Minimum herabzudrücken. Das war nicht unser Verdienst, sondern das Verdienst des SS-Gruppenführers Nebe.“
Im Oktober 1941 bat Nebe erfolgreich um seine Ablösung und Rückversetzung nach Berlin ins RKPA.

### Erschießung von Gefangenen des Stalag Luft III
Ende März 1944 gelang 76 britischen Soldaten und Offizieren die Flucht aus dem deutschen Gefangenenlager Stalag Luft III, bis auf drei wurden aber alle bald darauf wieder gefasst. Hitler gab den Geheimbefehl, 50 von ihnen exekutieren zu lassen. Nebe beteiligte sich an diesem Kriegsverbrechen, indem er von seinen Untergebenen die Selektion durchführen ließ. Ein Kommando der Gestapo erschoss dann in der Zeit von 6. bis 18. April 1944 die Selektierten angeblich „auf der Flucht“. Wegen dieses Vorfalls wurde von den Briten noch Monate nach dem Krieg nach Nebe gefahndet, da sie den Angaben nicht trauten, dass er Anfang März 1945 nach einem Urteil des Volksgerichtshofs wegen Beteiligung am Umsturzversuch des 20. Juli 1944 hingerichtet worden war.

### Mitwirkung am Porajmos
Auch an der Verfolgung und Vernichtung der Roma-Minderheit (Porajmos) wirkte Nebe mit. Unter seine Verantwortung fiel die Reichszentrale zur Bekämpfung des Zigeunerunwesens, die ab 1936 in mehreren Zwischenschritten zur Abteilung V A 2 b des RKPA wurde.
1939 hatte Nebe eine Massendeportation der Berliner „Zigeuner“ zu erreichen versucht, er telegraphierte an Adolf Eichmann in Wien, „wann er die Berliner Zigeuner schicken kann“. Eichmann schlug vor: „Bezüglich Abtransport Zigeuner wird mitgeteilt, daß am Freitag, den 20.10.39, der 1. Judentransport von Wien abgeht. Diesem Transport können 3–4 Waggon Zigeuner angehängt werden.“
Am 29. Januar 1943 erließ Nebe die Ausführungsbestimmungen zum Auschwitz-Erlass des Reichsführers SS Heinrich Himmler vom 16. Dezember 1942 zur Einweisung „zigeunerischer Personen“ in das Zigeunerlager Auschwitz.
Nebe befürwortete im Juni 1944 Menschenversuche zur Trinkbarmachung von Meerwasser und schlug vor, dafür „asoziale Zigeunermischlinge im Zigeunerlager Auschwitz auszuwählen.“ Der hauptverantwortliche Mediziner Wilhelm Beiglböck wurde im Nürnberger Ärzteprozess zu 15 Jahren Zuchthaus verurteilt.

### Weitere Förderung von Euthanasieverbrechen
Im Januar 1943 ließ Nebe den öffentlich nie aufgeführten „Kulturfilm“ Dasein ohne Leben, der die Tötung von Kranken legitimiert, vor hunderten von SS-Offizieren vorführen, die den Film begeistert aufnahmen.
Die für den Mord an Kranken erforderlichen Gifte wurden über das Nebe unterstellte KTI beschafft.
Für einen im April 1944 von Albert Widmann geplanten Versuch, im KTI in der Sensengasse an dem vermeintlichen Kriminellen Bruno Lüdke vergiftete Munition zu erproben, reiste Nebe mit Widmann an. Der Versuch scheiterte jedoch daran, dass Lüdke bereits zuvor vermutlich infolge eines anderen Experiments zu Tode gekommen war.

### Nebe und der Umsturzversuch vom 20. Juli 1944
In einer 1949 und 1950 in über dreißig Folgen erscheinenden apologetischen Serie des Spiegel zur Geschichte der deutschen Kriminalpolizei, die der vormalige SS-Sturmbannführer, Leiter der Abteilung Tötungsdelikte und Experte für Vernehmungstechniken im Reichskriminalpolizeiamt Bernhard Wehner verfasst hatte, ging es auch um die Frage einer Beteiligung Nebes an den Ereignissen des 20. Juli 1944. Dazu wurden Details zu Nebe mitgeteilt, die nach ihrer Herkunft wenig gesichert erscheinen, denn die seriöse „Quellenlage zu Arthur Nebe ist außerordentlich dürftig“. Gesichert scheint der Plan, dass Nebe am Tag des Putsches Kriminalräte und Kriminalkommissare schicken würde, unter deren Leitung Truppen des Ersatzheeres wichtige Reichsminister festnehmen sollten. Tatsächlich aber kam an diesem Tag niemand; Nebe hatte die Beamten nicht einmal bereitgestellt, weil er „nie ernsthaft an ein Gelingen geglaubt“ habe. Obwohl er nach Einschätzung seines Biographen Ronald Rathert „letztendlich gar keine besondere Rolle beim Ablauf des 20. Juli gespielt“ hatte, begab er sich wenige Tage später auf die Flucht. Es folgten eine monatelange Irrfahrt, Verstecke unter verschiedenen Adressen, zu denen ihm auch seine „zahlreichen Frauenbekanntschaften“ verhalfen und zwei vorgetäuschte Suizide, in der Hoffnung, dadurch die Suche beenden zu können. Anfang August 1944 wurde Nebe öffentlich zur Fahndung ausgeschrieben, ohne seinen SS-Rang und seine Funktion im Reichskriminalpolizeiamt zu nennen. Eine bei der weiblichen Kriminalpolizei beschäftigte Freundin, bei der er im Januar 1945 untergekommen war, verriet ihn im Gestapoverhör. Am 16. Januar 1945 wurde er von Willy Litzenberg verhaftet. Am 2. März 1945 wurde Nebe vom Volksgerichtshof zum Tode verurteilt. Einen Tag später wurde das Urteil im Gefängnis Plötzensee in Berlin durch Erhängen vollstreckt. Sein Fluchthelfer, der Berliner Kaufmann Walter Frick, wurde später ebenfalls hingerichtet.
Michael Wildt weist darauf hin, dass die Informationen über Nebe in den Anfangsjahren des NS-Regimes überwiegend auf den Berichten von Gisevius fußten und diese nur „mit äußerster Vorsicht“ zu sehen seien. Fraglos sei Nebe ein Antisemit gewesen und habe einer „völkisch-rassenbiologischen Definition des Verbrechertums“ das Wort geredet. Nebe habe „zwischen Ehrgeiz, Opportunismus und Unsicherheit“ laviert, und seine Kontakte zum Widerstand gegen Hitler seien „viel zu vorsichtig, distanziert, absichernd“ gewesen, „um ihn zum Kreis der Widerständler zählen zu können.“ Seine persönliche Beteiligung an den Verbrechen des Regimes sei indessen vielfach erwiesen. Die Gisevius-Angaben zu Nebe müssten als fragwürdig angesehen werden, da Gisevius mit Nebe befreundet war, dem er auch eines seiner Bücher widmete.
Gerald Reitlinger stellte bereits 1953 fest: Die zugunsten Nebes getätigten Aussagen stünden in vollkommenem Widerspruch zu denen von dem Bach-Zelewskis. Reitlinger kam zu dem Urteil, Nebe „als Held der Widerstandsbewegung“ könne nicht mehr als ein nachgeschobener „Versuch zu einem Alibi“ gewesen sein.
Christian Gerlach spricht auf der Basis der Quellen der Zentralen Stelle Ludwigsburg von „Vernebelungen vor allem durch die Beteiligten am 20. Juli 1944 (Gisevius, v. Schlabrendorff, Gersdorff)“ und verweist in diesem Zusammenhang darauf, dass die von Nebe geführte Einsatzgruppe B rund 45.000 Menschen ermordete, dass Nebe „Tötungsversuche mit Sprengstoff und Gas durchführen“ ließ und „noch drei Wochen vor dem 20. Juli 1944 … ,asoziale Zigeunermischlinge‘ für tödliche medizinische Experimente an(bot), die dann auch stattfanden.“ Im Verfahren zu dem Leiter des Einsatzkommandos 8 der EGr B Otto Bradfisch hatten sich Zeugen und Beschuldigte auch zur Persönlichkeit Nebes geäußert. Die meisten hätten ihn als „gegenüber seinen Untergebenen ehrgeizig und hart“ beschrieben, während er „nach oben vor Heydrich und Himmler …, die er fürchtete“, habe „glänzen wollen“. Der „gewissenlose Massenmörder“ habe seine vorzeitige Ablösung nicht aus humanitären Bedenken erbeten. Auch nach seiner Rückkehr nach Berlin „entfaltete [Nebe] weiter verbrecherische Initiativen“, zum Beispiel zur massenhaften Verschleppung von „Bandenfrauen und Bandenkindern“ oder zur Entwicklung von Giftmunition und Gas-Handgranaten zum Zweck der Partisanenbekämpfung. Nebe dem Kreis der Widerständler zuzurechnen, sei demnach insgesamt verfehlt.

## Beförderungen
- Kriminalkommissar: 1. Juli 1923
- Kriminalrat: 1. April 1933
- Regierungs- und Kriminalrat: 29. August 1933
- Oberregierungs- und Kriminalrat: 1. April 1935
- SS-Sturmbannführer: 2. Dezember 1936
- Reichskriminaldirektor: 15. Dezember 1937
- SS-Obersturmbannführer: 20. April 1938
- SS-Standartenführer: 1. August 1938
- SS-Oberführer: 20. April 1939[46]
- SS-Brigadeführer und Generalmajor der Polizei: 1. Januar 1941
- SS-Gruppenführer und Generalleutnant der Polizei: 9. November 1941

## Auszeichnungen
- Eisernes Kreuz (1914) II. und I. Klasse
- Verwundetenabzeichen (1918) in Schwarz
- Medaille zur Erinnerung an den 1. Oktober 1938 mit Spange Prager Burg
- Spange zum Eisernen Kreuz II. und I. Klasse
- Kriegsverdienstkreuz II. und I. Klasse
- Dienstauszeichnung der NSDAP in Bronze
- Polizei-Dienstauszeichnungen in Bronze und Silber

## Mediale Verarbeitung

### Film
- Das Kriminalgericht: Der Fall Nebe (1964)[47][48], Darsteller: Günther Neutze
- In der Romanverfilmung Vaterland (1994) spielt Peter Vaughan den Arthur Nebe
- In Oliver Hirschbiegels Film Elser – Er hätte die Welt verändert (2015) wird Nebe von Burghart Klaußner dargestellt.

### Belletristik
- Philip Kerr: Im Sog der dunklen Mächte. 4. Auflage. Rowohlt Verlag, Reinbek 2000, ISBN 3-499-22828-9 (Originaltitel The Pale Criminal. Viking, London 1990).
- Philip Kerr: Alte Freunde – neue Feinde. 4. Auflage. Rowohlt Verlag, Reinbek 2000, ISBN 3-499-22829-7 (Originaltitel A German Requiem. Viking, London 1991).
- Robert Harris: Artur Nebe. In: Vaterland. Heyne Verlag, 2008, ISBN 978-3-453-72180-7 (Englische Fassung: Hutchinson, London 1992).
- Jonathan Littell: Die Wohlgesinnten. Übersetzt von Hainer Kober. Berlin Verlag, Berlin 2008, ISBN 978-3-8270-0738-4.
- Volker Kutscher: Goldstein. Kiepenheuer & Witsch, Köln 2011, ISBN 978-3-462-04238-2.
- Peter Kamber: Geheime Agentin. BasisDruck, Berlin 2010, ISBN 978-3-86163-097-5.
- Volker Kutscher: Marlow. Piper Verlag GmbH, München 2018, ISBN 978-3-492-05594-9.
- Volker Kutscher: Rath. Piper Verlag GmbH, München 2024, ISBN 978-3-492-07410-0.